# Thomas Achelis
Thomas Achelis (Gröpelingen, 1850 – Capri, 1905) è stato un etnologo e filosofo tedesco studioso di sociologia e scienza comparata delle religioni che pubblicò anche numerose opere di pedagogia e di filosofia .
Studente di filosofia e filologia a Gottinga, si dedicò allo insegnamento e fu direttore di ginnasio a Brema.
Nel suo trattato Moderne Völkerkunde (1896) esaminò lo sviluppo storico dell'etnologia sino ai suoi tempi e il suo rapporto con le altre discipline.
Fondatore nel 1897 dell'Archiv für Religionswissenschaft ne fu direttore per diversi anni. Collaborò alla stesura della Storia universale di Hermann von Helmholtz e all'Anthropophyteia.